# مين (مقاطعة)
مين هي واحدة من المقاطعات القديمة في فرنسا، التي ارتبطت بالكونتية القديمة «مين» التي كانت عاصمتها لو مان، وهي مقسمة الآن بين إقليمي سارت ومين، اللذان يسكنهما نحو 857,000 نسمة.

## وصلات خارجية
- Chisholm, Hugh, ed. (1911). "Encyclopædia Britannica". Encyclopædia Britannica (بالإنجليزية) (11th ed.).